# 동진버스
동진버스(東進―)는 강원특별자치도 강릉시의 시내버스 운송 업체이고 본사는 강원특별자치도 강릉시 강변로534번길 45 (성덕동)에 있다.

## 역사 및 현황
1980년 5월 6일에 설립되었으며, 총 90대의 시내버스를 보유하고 있다. 2000년대 초반 강원여객으로부터 강릉시내버스 사업을 양수하면서 강릉시의 모든 시내버스 노선을 독점하고 있다. 2009년 1월 1일부터 회수권제를 폐지시키고 교통카드제를 도입하였다.

## 주요 차량

#### 자일대우버스
- 자일대우 NEW BS090
- 자일대우 NEW BS106
- 자일대우 NEW BS110

#### 현대자동차
- 현대 뉴 카운티
- 현대 카운티 뉴 브리즈
- 현대 그린시티
- 현대 뉴 슈퍼 에어로시티

#### 비야디 자동차
- BYD eBus-11

#### 포톤 자동차
- 포톤 그린어스 EV

#### 킹롱
- 킹롱 시티라이트

## 같이 보기
- 동해상사고속